# Mount Moran

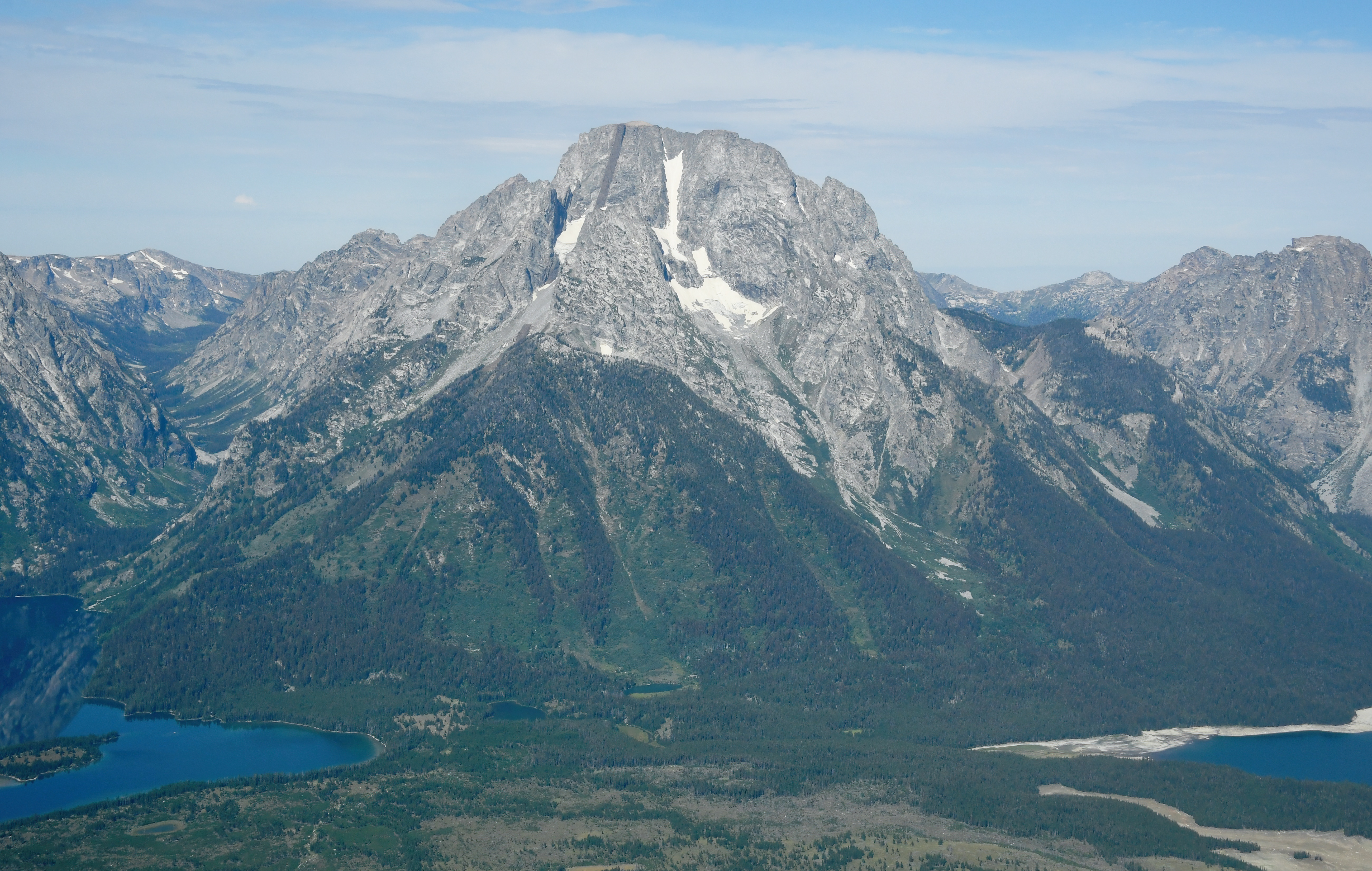
Luchtfoto van Mount Moran

Mount Moran is een berg, 3842 m hoog, in het Grand Teton National Park in de Amerikaanse staat Wyoming. Mount Moran ligt ten westen van Jackson Lake en is genoemd naar de Amerikaanse kunstenaar Thomas Moran. De berg is prominent in het landschap aanwezig en moeilijk bereikbaar voor alpinisten. Mount Moran werd voor het eerst beklommen op 22 juni 1922.
Een intrusie die ongeveer 1300 Ma geleden ontstond, is duidelijk te zien in de bergflank en lokaal gekend als de Black Dike (Nederlands: Zwarte Rotsader). Op de flanken van de berg treft men vijf gletsjers aan waarvan de Skillet gletsjer de grootste is. Een Douglas DC-3 stortte op 21 november 1950 vlak bij de gletsjer te pletter. De resten van de 21 slachtoffers en het vliegtuig zijn nog op Mount Moran aanwezig, ondanks twee reddingspogingen.